# Barnevelder

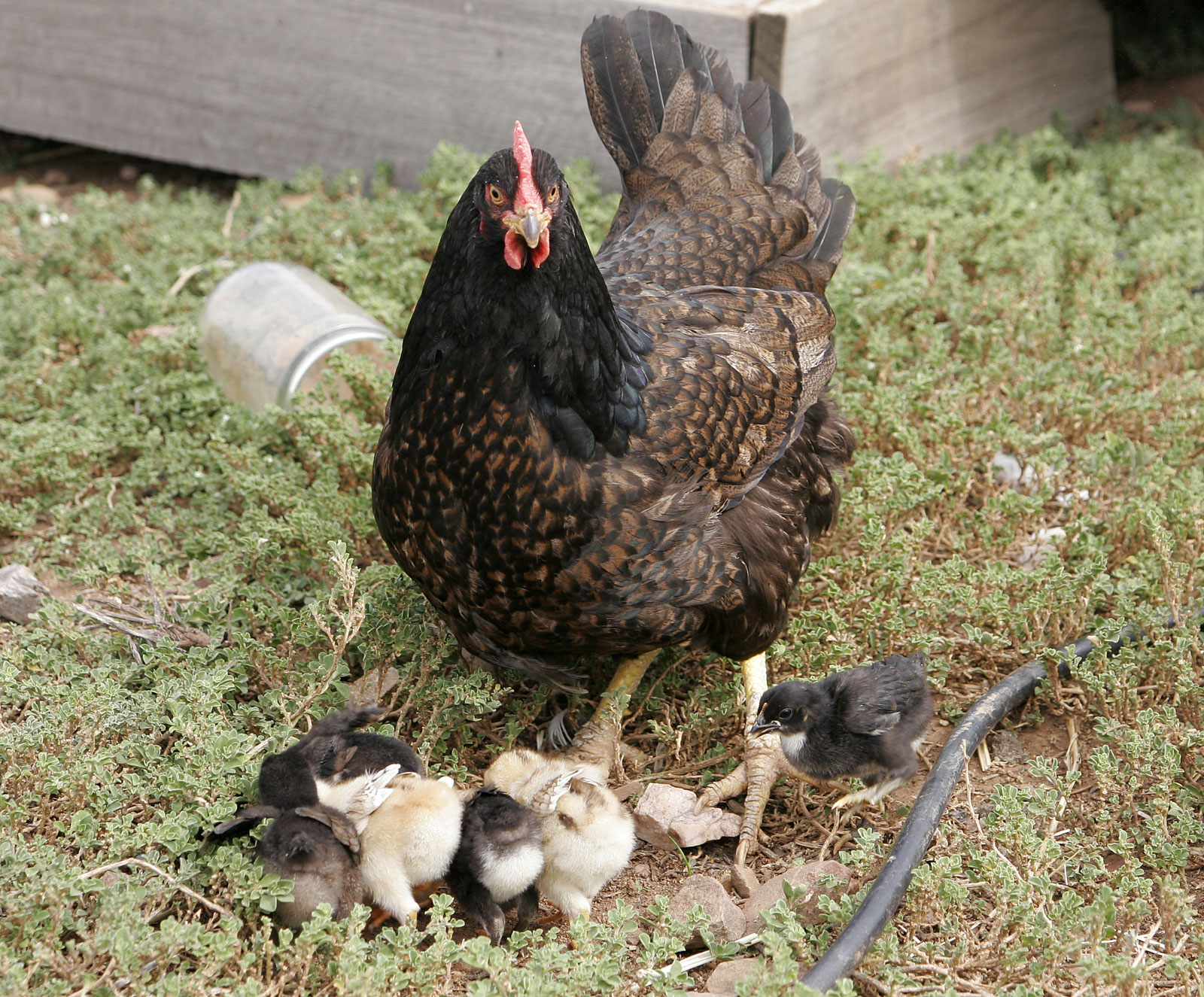
Dubbelgezoomde barnevelderhen met haar kuikens

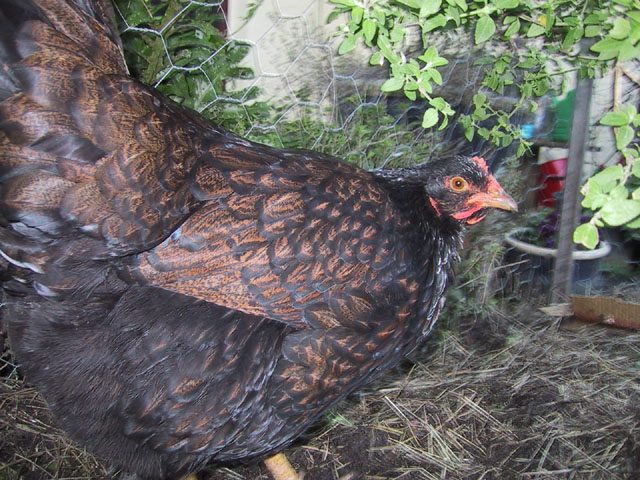
Barnevelderhen

De barnevelder is een middelzwaar kippenras dat zijn oorsprong heeft in het Nederlandse Barneveld. Het ras ontstond door het inkruisen van legkippen met grote Aziatische kippenrassen, naar verluidt cochins, croad langshans en brahma's. Vanaf begin jaren 1920 werden de eerste dieren geëxporteerd naar Engeland.
Barnevelders worden zowel voor het vlees als de eieren gehouden. De hen bereikt gemiddeld een gewicht van 2750 gram, de haan 3500 gram. Het ras wordt in de kleuren zwart, wit, dubbelgezoomd en blauwdubbelgezoomd gefokt. Er bestaat ook een krielvariant. Sinds 2009 is bij de krielen ook de kleurslag zilver-zwartdubbelgezoomd erkend. Bij deze kleurslag is de bruine grondkleur vervangen door wit ('zilver'). In Duitsland, waar eveneens veel barnevelders worden gehouden, zijn nog enkele andere kleuren erkend maar die missen de karakteristieke zoming.
Bijzonder aan dit ras zijn de uiterst donkerbruine eieren. Andere kippenrassen die donkerbruine eieren leggen, zijn onder andere de marans en de welsumer. Barnevelders zijn uitstekende legkippen die circa 180 eieren per jaar leggen. De dieren vliegen nauwelijks.
Een nadeel van het ras is de bovengemiddeld hoge gevoeligheid voor Marekse verlamming. Daarom zullen veel fokkers de kuikens tegen de ziekte inenten.

## Geschiedenis
Hoewel in de omgeving van Barneveld al in de 12e en 13e eeuw kippen werden gehouden en er in de 14e eeuw al – op bescheiden schaal – eierexport plaatsvond, ontwikkelde het Barneveldse ras zich pas na 1850, toen men ging selecteren op eierproductie en deze door middel van kruisingen wilde vergroten. Men gaf de voorkeur aan bruine eieren boven witte en wenste ook dat de kip in de winter aan de leg zou blijven. Dit leidde tot het Barneveldse ras aan het begin van de 20e eeuw. Een barnevelder kon 180 tot 200 eieren per jaar leggen.
In 1911 verscheen de barnevelder op een landbouwtentoonstelling te Den Haag, maar het uiterlijk van deze kippen was nog niet zoals heden ten dage. De dubbele zoming is later ontstaan door inkruising van het Indisch vechthoen. In 1921 werd de barnevelder getoond op het eerste Wereld Pluimvee Congres te Den Haag en sindsdien werd er zowel op productiviteit als op uiterlijk geselecteerd. Aan deze ontwikkeling heeft Barneveld een aanzienlijk deel van zijn welvaart te danken.
Niet alleen de eieren, maar ook levende kippen werden volop geëxporteerd. Tegenwoordig echter is de barnevelder niet meer in zwang bij de grote commerciële legbatterijen. Andere, nog productievere, rassen zijn ontwikkeld en hebben de barnevelder verdrongen.
In verband met het honderdjarig bestaan van dit ras werd het jaar 2013 uitgeroepen tot het "Jaar van de Barnevelder". In de gemeente Barneveld vonden hierom verschillende gerelateerde activiteiten plaats.